# جف نیل
جفری جی نیل اولین و رئیس فعلی اتحاد بین‌المللی احزاب لیبرترین و همچنین رئیس سابق کمیته ملی لیبرتین (LNC)، بدنه اجرایی حزب لیبرترین ایالات متحده است. او دو دوره غیر متوالی را در آن سمت انجام داد. اولین دوره ریاست نایل به عنوان کرسی LNC از سال ۲۰۰۲ تا ۲۰۰۴ گسترش یافت. در آغاز آن دوره اول، او به مدت ۹ ماه بدون حقوق خدمت کرد تا از این طریق به حزب کمک مالی کند. وی دوره دوم ریاست خود را از سال ۲۰۱۲ تا ۲۰۱۴ گذراند.
در سال ۲۰۰۶ نیل به عنوان خزانه دار کمیته ملی لیبرترین انتخاب شد. در ژانویه ۲۰۰۷ او از این سمت استعفا داد و آرون استار جایگزین او شد. نیل بعداً اظهار داشت که از سمت خزانه داری استعفا داده‌است زیرا کمیته با اعتراضات خود بودجه ای را که ۵۰۰۰۰۰ دلار تعادل نداشت، تصویب کرده‌است.
کنوانسیون ملی لیبرترین ۲۰۱۲ که ۲ تا ۶ مه ۲۰۱۲ در لاس وگاس، نوادا برگزار شد، شاهد انتخابات دو روزه افسران و اعضای کل افسران کمیته ملی لیبرتاریان بود که منجر به شکست اکثر مأمورین کنونی شد که به عنوان بخشی از «جناحی از بالا به پایین» دیده می‌شود. در رأی‌گیری برای کرسی اولین مرحله دیده شد که " هیچ یک از موارد بالا " که به عنوان گزینه ای در رأی‌گیری حزب درج شده بود، بیشتر از هر یک از نامزدهای ریاست رأی آورد. پس از معرفی لیست جدیدی از افراد، نیل به عنوان رئیس انتخاب شد.
در کنوانسیون ملی لیبرترین در سال ۲۰۱۴ در کلمبوس، اوهایو، نیل در تقاضای انتخاب مجدد خود به عنوان رئیس کمیته ملی لیبرتین توسط نیکلاس سارورک شکست خورد. با این حال، نیل برای کمک به ایجاد اتحاد بین‌المللی احزاب لیبرترین منصوب شد. این اتحاد به‌طور رسمی در ۶ مارس ۲۰۱۶ تشکیل شد.